# Servicio Andaluz de Salud
El Servicio Andaluz de Salud (conocido también por sus siglas, SAS) es el principal proveedor sanitario del Sistema de Salud Público de Andalucía (enlace roto disponible en Internet Archive; véase el historial, la primera versión y la última).. Creado en 1986, funciona como agencia administrativa adscrita a la Consejería de Salud y Consumo de la Junta de Andalucía. Ejerce sus funciones dentro del marco del Sistema Nacional de Salud.

## Funciones
El artículo 13.3 del Decreto 241/2004 de 18 de mayo establece las funciones que conciernen al Servicio Andaluz de Salud:
- Gestión de las prestaciones sanitarias en el ámbito de la promoción y protección de la salud, prevención de enfermedades, asistencia sanitaria y rehabilitación que corresponda en el territorio de la comunidad autónoma de Andalucía.
- La administración y gestión de las instituciones, centros y servicios sanitarios que actúan bajo su dependencia orgánica y funcional.
- La gestión de los recursos humanos, materiales y financieros que se le asignen para el desarrollo de sus funciones.

## Cifras

### Empleados
| Grupo profesional        | Atención Hospitalaria | Atención Primaria | Total   |
| ------------------------ | --------------------- | ----------------- | ------- |
| Auxiliar de enfermería   | 15.509                | 1.423             | 16.932  |
| DUE (enfermero) / ATS    | 20.348                | 7.230             | 27.578  |
| Farmacéutico             | 0                     | 300               | 300     |
| Médico de famillia       | 1.286                 | 6.924             | 8.210   |
| Facultativo especialista | 9.645                 | 7                 | 9.652   |
| Odontólogo               | 0                     | 248               | 248     |
| Fisioterapeuta           | 532                   | 406               | 938     |
| Matrona                  | 826                   | 292               | 1.118   |
| Padiatra                 | 0                     | 1.145             | 1.145   |
| Técnicos especialistas   | 4.629                 | 288               | 4.917   |
| Trabajadores sociales    | 166                   | 408               | 574     |
| Veterinario              | 0                     | 543               | 543     |
| Personal en formación    | 3.237                 | 1.238             | 4.475   |
| No sanitario             |                       |                   | 24.053  |
| Cargo intermedio         |                       |                   | 2.081   |
| Directivo                | 283                   | 45                | 328     |
| Otro                     |                       |                   | 1.106   |
| Total                    | 77.187                | 27.011            | 104.198 |

### Presupuesto
| Concepto                  | Valor (€)      | Peso del total (%) |
| ------------------------- | -------------- | ------------------ |
| Gastos de personal        | 5.123.567.251  | 47,75              |
| Gastos corrientes         | 3.179.077.305  | 29,63              |
| Gastos financieros        | 2.950.000      | 0,03               |
| Transferencias corrientes | 2.271.642.603  | 21,17              |
| Gastos de inversión       | 152.159.894    | 1,42               |
| Total                     | 10.729.397.053 | 100                |

En los gastos de personal se incluyen los salarios y cotizaciones de más de 100.000 empleados. Los gastos corrientes financian los relacionados con los suministros básicos (agua, teléfono, electricidad, combustible), servicios básicos (seguridad, limpieza, mantenimiento, alimentación), pero también los conciertos con empresas de transporte sanitario o la financiación de medicamentos y materiales utilizados. Las prescripciones de medicamentos expedidas por los facultativos del SAS están parcialmente subvencionadas, lo que se refleja en transferencias corrientes. También en ese capítulo se incluyen los convenios de colaboración con Universidades y sociedades científicas.

## Estructura
Para llevar a cabo sus funciones el Servicio Andaluz de Salud posee la siguiente estructura orgánica:
- Dirección Gerencia.
- Dirección General de Asistencia Sanitaria y Resultados en Salud.
- Dirección General de Profesionales.
- Dirección General de Gestión Económica y Servicios.

## Servicios
El Servicio Andaluz de Salud es el principal proveedor del Sistema Sanitario Público de Andalucía, aunque comparte la prestación directa sanitaria con otras entidades empresariales públicas y centros concertados adscritos a la Consejería de Salud de la Junta de Andalucía.
Además de los centros de atención primaria (centros de salud y consultorios médicos), el Servicio Andaluz de Salud gestiona en la actualidad 29 centros hospitalarios, estando entre ellos los grandes hospitales de referencia de Andalucía.

El mayor complejo hospitalario de Andalucía lo gestiona el SAS y se trata de la Ciudad Sanitaria Universitaria Virgen del Rocío de Sevilla. Asimismo, destacan los complejos hospitalarios regionales de Jaén, Granada, Huelva y Reina Sofía de Córdoba, así como los hospitales universitarios Virgen Macarena de Sevilla y Regional de Málaga.

### Atención primaria
Se presta a través de centros de salud y consultorios de cercanía, localizados por toda la comunidad. La red tiene 1.519 centros, 408 centros de salud (ofrecen más servicios) y 1.111 consultorios.
En estos centros existen 172 unidades radiológicas, 215 salas de rehabilitación, 229 gabinetes odontológicos, 300 unidades de ecografía, 123 unidades de retinografía, y 21 unidades de exploración mamográfica.
Para aquellos usuarios que por su condición no pueden acudir a consulta en el centro de salud, el SAS dispone de 171 equipos móviles.
En 2018, se dispensaron más de 39,8 millones de consultas de medicina de familia, de las cuales 810 mil fueron atendidas en el domicilio del paciente. Pediátricas, 6,8 millones; odontológicas, 905 mil, y de enfermería, más de 25,7 millones de consultas. Se practicaron en los centros de atención primaria 215.380 cirugías menores, y se realizaron 1,5 millones de radiografías.

### Urgencias y emergencias
Existen 46 servicios de urgencias hospitalarias y 368 unidades de cuidados críticos y urgencias de atención primaria. El transporte sanitario urgente está gestionado por ambulancias del SAS; mientras que el Centro de Emergencias Sanitarias 061 (antigua EPES) gestiona 30 UVI móviles, 7 Equipos de Coordinación Avanzada para emergencias, 12 para traslado de pacientes críticos, 9 Vehículos de Apoyo Logístico (VAL), 1 Soporte Vital Básico (SVB) además de 5 helicópteros médicos. Los recursos asistenciales del Centro de Emergencias Sanitarias se distribuyen en 34 bases distribuidas a lo largo de toda la geografía andaluza. El 061 es el teléfono único para urgencias y emergencias sanitarias.
En 2023, los recursos terrestres y aéreos de 061 atendieron a 59.125 pacientes en Andalucía, y se realizaron 16.687 traslados interhospitalarios de pacientes críticos.
En 2015, toda esta red atendió 6.512.799 urgencias de atención primaria, y 4.278.305 urgencias hospitalarias. La presión de urgencias en relación con la población total supuso un 63%. El 8% de las urgencias hospitalarias resultaron en ingreso.

## Otras entidades
- Centros Regionales de Transfusión Sanguínea: son los responsables del suministro de sangre y derivados sanguíneos de los hospitales públicos y privados de Andalucía. Además, los Centros Regionales de Transfusión constituyen los Bancos Sectoriales de Tejidos, encargados del estudio, preparación y conservación de los tejidos.

- Programa de Salud Mental, a través del cual se conforman una red de centros sanitarios que ofrecen atención especializada a personas que padecen problemas de salud mental. A su vez, esta red está organizada en el Real Decreto 77/2008 de 4 de marzo:
  - Unidad de Salud Mental Comunitaria.
  - Unidades de Salud Mental Infantojuvenil.
  - Unidades de Rehabilitación de Salud Mental.
  - Hospitales de Día de Salud Mental.
  - Unidades de Hospitalización de Salud Mental.
  - Comunidades Terapéuticas de Salud Mental.

- Coordinación Autonómica de Trasplantes.
- Atención a Urgencias y Emergencias.
- Servicios de Atención al Usuario (SAU).

## Marco normativo
- Ley 2/1998 de Salud de Andalucía (enlace roto disponible en Internet Archive; véase el historial, la primera versión y la última)..
- III Plan Andaluz de Salud 2003-2008.
- Plan de Calidad del SSPA.
- Plan Estratégico del SAS.